# Aphylla distinguenda
Aphylla distinguenda là loài chuồn chuồn trong họ Gomphidae. Loài này được Campion mô tả khoa học đầu tiên năm 1920.